# Taekwondo en los Juegos Panafricanos de 2011
El torneo de taekwondo en los Juegos Panafricanos de 2011 se realizó en Maputo (Mozambique) entre el 14 y el 17 de septiembre. En total se disputaron en este deporte dieciséis pruebas diferentes, ocho masculinas y ocho femeninas.

## Resultados

### Masculino
| Evento | Oro                            | Plata                         | Bronce                                                                        |
| ------ | ------------------------------ | ----------------------------- | ----------------------------------------------------------------------------- |
| –54 kg | Mokdad Lyamin Argelia          | Sherif Shaaban · Egipto       | Sulaiman Usman Nigeria Stephen Njoki Kenia                                    |
| –58 kg | Mohammad Tariq Jamilou Nigeria | Hamza Gbane Costa de Marfil   | Yu-Feng Wu Sudáfrica Dickson Wamwiri Kenia                                    |
| –63 kg | Wahid Briki Túnez              | Khalifa Ababacar Sarr Senegal | Ahmed Amr Suleiman · Egipto · Cedrick Botalatala Litofo · República del Congo |
| –68 kg | Stéphane Moundounga Gabón      | Nidal Sbuae Túnez             | Isah Mohammad Nigeria Jean Noël Obou Seri Costa de Marfil                     |
| –74 kg | Gorame Kare Senegal            | Saifedin Trabelsi Túnez       | Sunday Onofe Nigeria Ismaël Coulibaly Mali                                    |
| –80 kg | Abdalá Usama Ahmed · Egipto    | Yasin Trabelsi Túnez          | Sebastien Konan Costa de Marfil Oumar Cissé Mali                              |
| –87 kg | Uche Chukwumerije Nigeria      | Anthony Obame Gabón           | Issa Bamba Costa de Marfil Fatao Alhassan Ghana                               |
| +87 kg | Firmin Zokou Costa de Marfil   | Chika Chukwumerije Nigeria    | Pierre Nyok Nyok Camerún Kelvin Viriato Mozambique                            |

### Femenino
| Evento | Oro                       | Plata                            | Bronce                                                         |
| ------ | ------------------------- | -------------------------------- | -------------------------------------------------------------- |
| –46 kg | Aya Ali Rubi · Egipto     | Parker Bolili R. D. del Congo    | Mareshet Zeudu Weldehana Etiopía Khady Fall Senegal            |
| –49 kg | Aminata Makou Traoré Mali | Radwa Reda · Egipto              | Lineo Mochesane Lesoto Joy Ekhator Nigeria                     |
| –53 kg | Rahma Ben Ali Túnez       | Yemata Meiat Getachew Etiopía    | Brenda Mahonza R. D. del Congo Divine Aide Omo Nigeria         |
| –57 kg | Hedaya Malak · Egipto     | Bineta Diedhiou Senegal          | Ruth Gbagbi Costa de Marfil Nana-Or Goundo República del Congo |
| –62 kg | Urgence Mouega Gabón      | Netsanet Fekadu Begashaw Etiopía | Marie Louise Ngo Ebem Camerún Sarah Njoki Kenia                |
| –67 kg | Seham El-Sawalhy · Egipto | Gladys Mwaniki Kenia             | Sanele Ginindza Suazilandia Sandra Antonio Angola              |
| –73 kg | Alimatou Diallo Senegal   | Aminata Doumbia Mali             | Sanogo Affoue Costa de Marfil Leka Mini Baridam Nigeria        |
| +73 kg | Jaula Ben Hamza Túnez     | Linda Azedin Argelia             | Joyce Joseph Malfil Nigeria Sithandile Dlamini Suazilandia     |

## Medallero
| Núm. | País                | Oro | Plata | Bronce | Total |
| ---- | ------------------- | --- | ----- | ------ | ----- |
| 1    | Egipto              | 4   | 2     | 1      | 7     |
| 2    | Túnez               | 3   | 3     | 0      | 6     |
| 3    | Senegal             | 2   | 2     | 1      | 5     |
| 4    | Nigeria             | 2   | 1     | 7      | 10    |
| 5    | Gabón               | 2   | 1     | 0      | 3     |
| 6    | Costa de Marfil     | 1   | 1     | 5      | 7     |
| 7    | Mali                | 1   | 1     | 2      | 4     |
| 8    | Argelia             | 1   | 1     | 0      | 2     |
| 9    | Etiopía             | 0   | 2     | 1      | 3     |
| 10   | Kenia               | 0   | 1     | 3      | 4     |
| 11   | R. D. del Congo     | 0   | 1     | 1      | 2     |
| 12   | Camerún             | 0   | 0     | 2      | 2     |
| 12   | República del Congo | 0   | 0     | 2      | 2     |
| 12   | Suazilandia         | 0   | 0     | 2      | 2     |
| 15   | Angola              | 0   | 0     | 1      | 1     |
| 15   | Ghana               | 0   | 0     | 1      | 1     |
| 15   | Lesoto              | 0   | 0     | 1      | 1     |
| 15   | Mozambique          | 0   | 0     | 1      | 1     |
| 15   | Sudáfrica           | 0   | 0     | 1      | 1     |
|      | TOTAL               | 16  | 16    | 32     | 64    |